# Pedaria brancoi
Pedaria brancoi là một loài bọ cánh cứng trong họ Bọ hung (Scarabaeidae).